# Viña del Mar-i Nemzetközi Dalfesztivál
A Viña del Mar-i Nemzetközi Dalfesztivál egy Chilében évente megrendezésre kerülő dalfesztivál. A fesztivált minden év februárjának harmadik hetén tartják meg Viña del Marban. 1960 óta rendezik meg, amely Latin-Amerika egyik legjelentősebb, legfontosabb zenei fesztiválja és egyben legrégebb óta tartó is. Csak 2021-ben és 2022-ben nem tartották meg a COVID járvány miatt.
A fesztivált a Quinta Vergara Amfiteátrumban tartják meg, ami 15 ezer néző befogadására alkalmas a 6 napos fesztiválra. A fesztivált televízióban, rádióban, streaming platformon és online videókon is élőben közvetítik, amivel 250 millió nézőt tudnak elérni. A fesztivált Latin-Amerikában, USA-ban, Kanadában valamint Európa számos országában, Észak-Afrikában és Ausztráliában is közvetítik. A szponzori díjakból és a közvetítési jogokból több millió dollárnyi bevételre tesz szert a műsor. A fesztivált turisztikai célokra is felhasználjak, amivel Chilét népszerűsítik.

## Története

### 1960-1970: Korai évek
A fesztivál eredete 1960-ra nyúlik vissza Gustavo Lorca Viña del Mar polgármesterének és Carlos Ansaldo a város turizmusért felelős vezetőjének kezdeményezésére fesztivált tartottak, amelyben a fellépő énekeseknek saját dalt kellett írniuk és előadniuk, amely a városról szól. Hat versenyző lépett fel és az akkori győztes José Goles és Manuel Lira "Viña" dala volt.
1963-ban Hernando López építész tervei nyomán megépült a szabadtéri amfiteátrum, amely parabolaformájú akusztikus színpadot kapott.

### 1970-1990: A diktatúra évei
Az 1973-as chilei puccs után, Augusto Pinochet vezetésével diktatúra lett Chilében, így a fesztivált is Pinocheték szolgálatába állították. Csak a rendszerhez hű művészek léphettek fel a fesztiválon. Különösen akik az 1977-es Chacharillasz-i tettben részt vettek, amivel a rezsimet ünnepelték.
A fesztivál első éveiben Pinochet állandó vendég volt. Tanácsadója, Jaime Guzmán is szerepelt a fesztiválon. Az egyik fesztiválon a műsorvezető Antonio Vodanovic nyíltan dicsőítette Pinochetet és feleségét Lucia Hiriartot a "chilei ifjúság" nevében. A Pinochet rezsim támogatói között népszerű dal volt Nino Bravo – Libre dala, amit több ízben is előadtak a fesztivál alatt.
Az 1980-as években a fesztivál egyre népszerűbbé vált és immáron külföldön is sugározták. A rezsim ezt felismerve a fesztivált propaganda célokra használta fel, hogy Chilét barátságosabb képben mutassák be a külföldieknek. 1981-ben a fesztiválnak már volt annyi pénze, hogy külföldi előadókat hívjon meg: Miguel Bosé, Julio Iglesias és Camilo Sesto énekeseket.

### 1990-es évek
Az 1990-es években a fesztivál közvetítési jogait a mexikói Televisa vette meg, emiatt számos mexikói és más latin amerikai ország énekese is fellépett.